# Nowy Świat (Gdańsk)

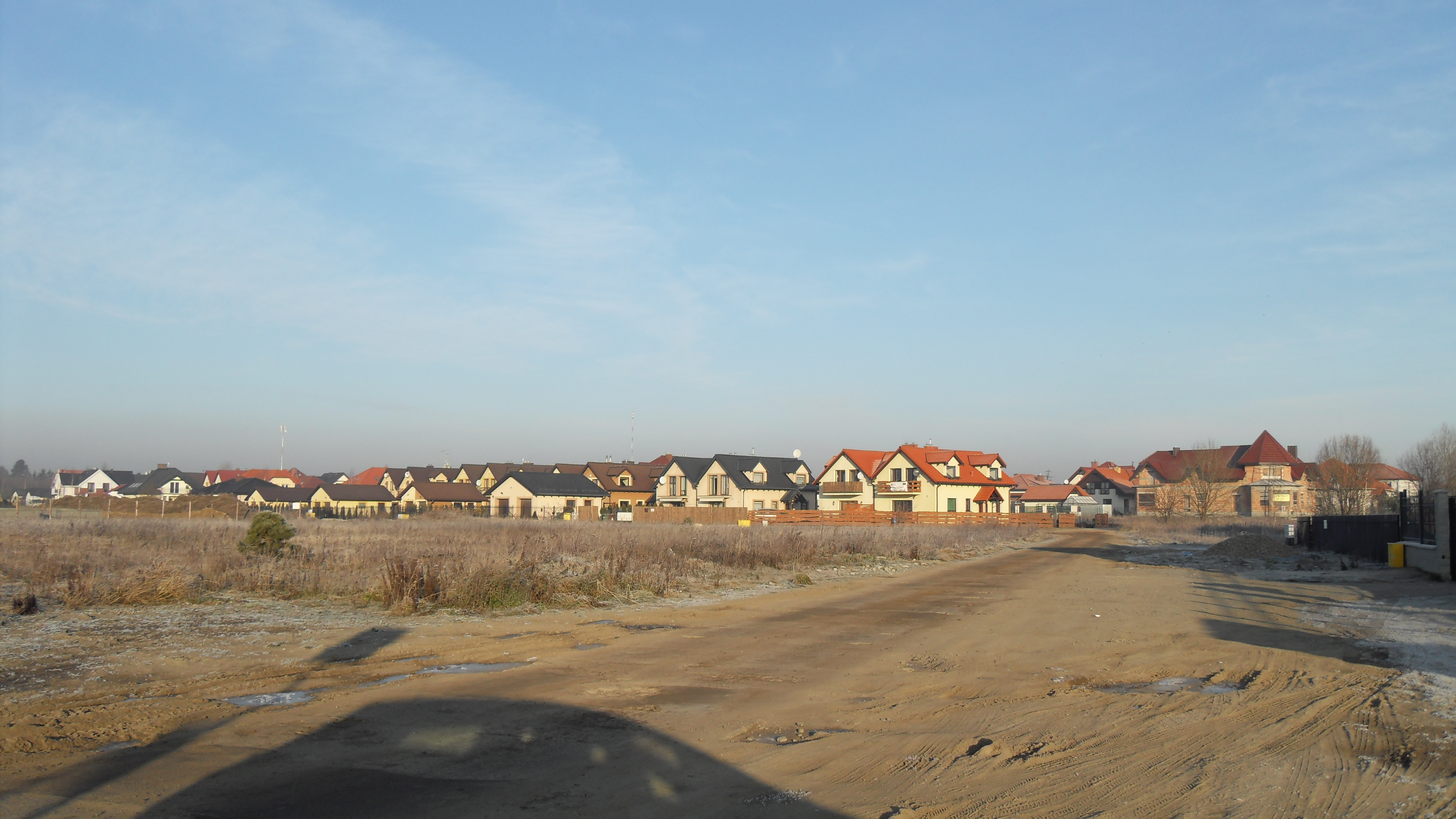
Nowy Świat

Nowy Świat (kaszb. Nowi Swiat, niem. Neue Welt) – osiedle w Gdańsku, na obszarze dzielnicy Osowa.
Część Nowego Świata została włączona w granice administracyjne miasta w 1973. Jest podjednostką jednostki morfogenetycznej Barniewice, w okręgu historycznym Wyżyny. Pozostała część osady znajduje się w gminie Żukowo (zob. Nowy Świat).
Na granicy Nowego Świata z Barniewicami znajduje się przesypownia wapieni i gipsów.
W 2017 podpisano umowę na budowę nowego przebiegu ul. Nowy Świat (od ul. Wodnika do ul. Zeusa) wraz ze zbiornikiem retencyjnym.